# Moja najmilsza
Moja najmilsza (ang. You Were Never Lovelier) – amerykański film z 1942 roku w reżyserii Williama A. Seitera. W filmie wystąpili między innymi  Fred Astaire, Rita Hayworth i Adolphe Menjou. W 1943 roku film był nominowany do Oskara w trzech kategoriach. Scenariusz napisali Michael Fessier, Ernest Pagano i Delmer Daves według pomysłu Carlosa Olivarego i Sixta Póndala Ríosa.
Film powstawał między 2 czerwca a 7 sierpnia 1942 roku, premiera odbyła się zaś 19 listopada 1942 roku. Większość utworów wykorzystanych w Mojej najmilszej jest autorstwa Jerome'a Kerna (muzyka) i Johnny'ego Mercera (słowa). Ritę Hayworth w piosenkach dubbinguje Nan Wynn. Moja najmilsza to drugi film po Marzeniach o karierze, w którym Hayworth zagrała z Fredem Astaire’em.

## Fabuła
Tancerz Robert Davis przyjeżdża do Buenos Aires i przegrywa wszystkie pieniądze na wyścigach konnych. Stara się więc o pracę w klubie nocnym Eduarda, lecz ten zaangażował już orkiestrę Xaviera Cugata i nie chce nawet rozmawiać z Davisem. W rodzinie Acuñów jest tradycja, że córki wychodzą za mąż kolejno według wieku. Właśnie odbył się ślub najstarszej córki Eduarda i teraz kolej na Marię. Tymczasem ona jeszcze nie poznała odpowiedniego mężczyzny. Jej młodsze siostry Cecy i Lita, które mają już narzeczonych, muszą więc czekać aż Maria znajdzie sobie ukochanego. Eduardo wymyśla intrygę, mianowicie sam wysyła Marii orchidee i miłosne listy od rzekomego tajemniczego wielbiciela. Przypadkowo raz kwiaty dostarcza Robert, który wciąż zabiega o spotkanie z Eduardem. Maria omyłkowo uznaje, że to Robert jest owym tajemniczym wielbicielem. Eduardo wyjaśnia Robertowi sytuację i nakłania go, by udawał wielbiciela Marii w zamian za kontrakt. Robert i Maria zakochują się w sobie. Intryga wychodzi jednak na jaw, a upokorzona Maria odrzuca Roberta. Ten nie rezygnuje i przesyła Marii orchidee, a nawet przebiera się za rycerza na białym koniu, aż wreszcie Maria mu wybacza.

## Obsada
- Fred Astaire jako Robert Davis
- Rita Hayworth jako Maria Acuña
- Adolphe Menjou jako Eduardo Acuña
- Isobel Elsom jako Maria Castro
- Leslie Brooks jako Cecy Acuña
- Adele Mara jako Lita Acuña
- Gus Schilling jako Fernando
- Barbara Brown jako Delfina Acuña
- Douglas Leavitt jako Juan Castro
- Xavier Cugat jako on sam

## Nagrody
W 1943 roku film był nominowany do Oscara w trzech kategoriach:
- najlepsza muzyka;
- najlepsza piosenka – „Dearly Beloved” (muzyka: Jerome Kern, słowa: Johnny Mercer);
- najlepszy dźwięk – John Livadary[5].

Film był również nominowany w 2006 roku przez Amerykański Instytut Filmowy do listy 25 najlepszych filmów muzycznych wszech czasów.